# Бърнард Корнуел
Бърнард Корнуел (на английски: Bernard Cornwell) е британски писател, автор на бестселъри в жанровете исторически приключенски роман и исторически трилър. Писал е със съпругата си Джуди Корнуел под псевдонима Сузана Келс (на английски: Susannah Kells).

## Биография и творчество
Бърнард Уигинс Корнуел е роден на 23 февруари 1944 г. в Лондон, Англия. Баща му Уилям Ортед е канадски пилот, а майка му Дороти Корнуел е англичанка, работила към Женския помощен състав на Военновъздушните сили (WAAF). Роден е от кратката връзка на двамата. Като извънбрачно дете е едно от петте осиновени деца на Джо и Марджъри Уигинс и живее в град Тъндърсли, Есекс. Попада в нефункциониращо семейство и често го бият. Приемното му семейство е част от Пекюлиър Пийпъл – строга протестанска фундаменталистка и пацифистка секта, забраняваща забавленията (като гледането на телевизия и др.) и много други неща, дори лекарствата до 1930 г. Подобно възпитание му дава „списък от желания в ума му – вино, жени, песни, тютюн“. Освен това те са пацифисти и младият Бърнард развива постоянен интерес към всичко военно. Той отхвърля религиите и става атеист. Учи в държавното училище „Монктон Комб“ близо до Бат в Съмърсет.
След смъртта на осиновителя му Бърнард сменя фамилията си с моминското име на майка си – Корнуел. Преди това той използва Бърнард Корнуел като псевдоним.
Едва в средата на 50-те г. Корнуел открива кои са истинските му родители. Майка му Дороти, вдовица, живее в град Бейзингстоук, Хампшър и е запалена по историческите романи. Той се среща с истинския си баща за първи път в Канада, когато е на 58 години. Корнуел се запознава със своите шест полубратя и една полусестра, с които споделя много черти и научава своята генеалогия, простираща се до 6 век. Корнуел е потомък на Утред Дръзкия († ок. 1016) – владетел на Бамбороу и граф на Нортумбрия (1006 – 1016), върху когото основава поредицата от книги „Последното царство“.
Между 1963 и 1966 г. Корнуел следва теология или история в Университетски колеж Лондон. След дипломирането си работи като учител по история. На три пъти се опитва да постъпи в Британските въоръжени сили, но е отхвърлен заради късогледство.
Постъпва на работа като журналист в „Нейшънуайд“ – актуално предаване на Би Би Си, където е повишен до ръководител по актуалните въпроси за Северна Ирландия. След това отива на работа в Телевизия „Темза“ като редактор на „Темза Нюз“.
Докато работи в Белфаст за Би Би Си Северна Ирландия, през 1978 г. Корнуел отива до Единбург, където се запознава с американската туристическа агентка Джуди. Двамата сключват брак през 1979 г. И за двамата това е втори брак – от първия брак, завършил с развод през 1970-те г. той има дъщеря, а тя има три деца. Джудит не може да се премести в Англия заради децата си, затова същата година Корнуел се мести в Ню Джърси, САЩ. В началото не може да получи Зелена карта за разрешение за работа, затова решава да пише романи. По-късно получава американско гражданство.
Бърнард Корнуел живее със семейството си във вила с изглед към пристанището на Кейп Код в Масачузетс през лятото, и в къщата си в историческия квартал на Чарлстън, Южна Каролина, през зимата. Обича да плава с яхтата си „Роялистът“ в залива известен с големите си бели акули. През лятото се занимава аматьорски и с театрално изкуство като участва в пиеси по Шекспир.

## Кариера
Като дете на Корнуел му е забранено да гледа телевизия и затова той обича да чете исторически романи като тези на С. С. Форестър – хроника за приключенията на британския военноморски офицер Хорейшо по време на Наполеоновите войни. Той е изненадан да открие, че няма такива романи относно сухопътната кампания на лорд Уелингтън, така че сам написва такава поредица, допълнително мотивиран от необходимостта да се издържа чрез писане. Като свой главен герой Корнуел създава стрелец, участващ в повечето от големите битки на Полуостровната война, като взема името на героя от това на ръгбиста Ричард Шарп.
Корнуел първоначално планира да започне поредицата с обсадата на Бадахос, но вместо това решава да започне с няколко „подгряващи“ романа. Това са Орелът на Шарп и Златото на Шарп, и двата публикувани през 1981 г. Той продължава да разказва историята на Бадахос в третия си роман за Шарп – Компанията на Шарп, публикуван през 1982 г. Първоначално лондонски издател отхвърля романите на Корнуел като безинтересни за читателите. Една случайност го среща с агента Тоби Ейди на Парад на Мейси в Ню Йорк, довели до обяд на следващия ден и скорошно сключване на договор и дългогодишно сътрудничество. Така той получава сделка за седем книги. Серията бързо става много популярна и Корнуел я развива в продължение на 20 години от писателската си кариера.
След като публикува осем книги от поредицата за Шарп, с Корнуел се свързва продуцентска компания, която се интересува от телевизионната им адаптация. Продуцентите го молят да напише предистория, за да им даде отправна точка на поредицата. Те също желаят историята да включва главни испански герои, за да осигурят съфинансиране от Испания. Резултатът е романът Стрелците на Шарп, публикуван през 1987 г., чието действие се развива в периода на отстъплението на англичаните в Ла Коруня, преди пристигането на Уелсли в Испания, както и поредица от 16 телевизионни филми за Шарп от 1993 до 2008 г. с участието на Шон Бийн.
Освен серията „Шарп“ Корнуел е автор на десетина самостоятелни романа и на още няколко също популярни исторически серии. Той и съпругата му Джуди са съавтори на поредица от романи, публикувани под псевдонима Сузана Келс („Susannah Kells“): A Crowning Mercy, публикуван през 1983 г., Fallen Angels през 1984 г. и Coat of Arms (известен още като The Aristocrats) през 1986 г. Строгото протестантско възпитание на Корнуел формира фона на A Crowning Mercy, чието действие се развива по време на Гражданската война в Англия.
Той също така публикува Redcoat през 1987 г. – роман за Американската война за независимост, чието действие се развива във Филаделфия по време на нейната окупация от британците през 1777 г.
Следват сериите Хрониките на Старбък и Артур. В серията „Артур“ той пресъздава легендарния крал Артур в построманска Англия, която е в труден исгорически момент. Местните британци са заплашени от инвазия от англосаксонците на изток и нападения от ирландските племена на запад, като в същото време се водят вътрешни борби за власт между дребните царства и се достига до сблъсък на старата друидска религия и новозараждащото се християнство.
Темата за религията и нейните артефакти е продължена в серията Търсенето на Граала, чиято история се развива през Стогодишната война. Тя е издадена през 2000 – 2003 г., и изненадващо продължава през 2012 г. с романа 1356.
Самостоятелният му албум Agincourt излиза в Обединеното кралство през октомври 2008 г. Главният герой е стрелец, който участва в битката при Аженкур – опустошително поражение, претърпяно от французите по време на Стогодишната война.
През 2004 г. той издава Последното кралство, започвайки серията Саксонските хроники, съсредоточени върху главния герой Утред от Бебанбург и разказващи как нацията на Англия е започнала при крал Алфред Велики. Предадена е ожесточена съпротива срещу датчаните и решителността му да обедини Англия като една държава. Дванадесетият роман от поредицата е публикуван през 2019 г. като Мечът на кралете. Писателят осъзнава, че малцина в Англия знаят как е започнала Англия, за разлика от американците, които имат ясна дата за началото на своята нация – така че това се превръща в неговата „голяма история“. Собствените му корени и предците му дават „малката история“ в главния герой Утред. 
Фортът, публикуван през 2010 г., е един от самостоятелните романи на писателя. Разказва за експедицията на Пенобскот от 1779 г. по време на Войната за независимост на САЩ.
Бърнард Корнуел е автор на над 50 исторически романа, които са преведени на много езици по света и са издадени в над 20 мипиона екземпляра. Той пише по две книги на година за дълго време, забавяйки до една книга на година през 60-те си години. Неговата идея за историческа литература е да представи „голяма история" в исторически събития и „малка история" в измислен сюжет. Патрик О'Брайън – автор на поредицата от исторически приключения на Обри-Матюрен, чието действие се развива в епохата на Наполеон, казва, че в романите на Корнуел и С. С. Форестър има „твърде много сюжет, недостатъчно начин на живот“. Корнуел прием това като комплимент и точна оценка на разликата между стила на О'Брайън и неговия собствен, като същевременно оценява връзката с Форестър.
През юни 2006 г. Бърнард Корнуел е произведен в офицер на Ордена на Британската империя за 80-ия рожден ден на кралицата за заслуги в литературата и телевизионното производство.

## Произведения

### Самостоятелни романи
- Redcoat (1987)
- Wildtrack (1988)
- Sea Lord (1989) – издаден и като „Killer's Wake“
- Crackdown (1990) – издаден и като „Murder Cay“
Пердахът, изд. „Делфин прес“ Бургас (1991)
- Stormchild (1991)
- Scoundrel (1992)
- Stonehenge: A Novel of 2000 BC (1999)
- Gallows Thief (2001)
- Azincourt (2008) – издаден и като „Agincourt“
- The Fort (2010)
- Fools and Mortals (2017)

### Серия „Историите на Шарп“ (Sharpe) – по хронология на събитията
Първата поредица от исторически романи на Корнуел включва приключенията на Ричард Шарп – английски войник по време на Наполеоновите войни, по-специално Полуостровната война, когато Артър Уелсли е изпратен да ръководи кампанията срещу силите на Наполеон на Пиренейския полуостров. Първите 11 книги от поредицата за Шарп започват със Стрелците на Шарп и завършват с Ватерло на Шарп, публикуван в САЩ като Ватерло. Те описват подробно приключенията на Шарп в различни кампании на Полуостровната война в продължение на седем години. Впоследствие Корнуел написва Тигърът на Шарп, Триумфът на Шарп, Крепостта на Шарп, Трафалгар на Шарп и Плячката на Шарп, описващи по-ранните приключения на Шарп под командването на Уелингтън в Индия, включително трудно спечеленото му повишение в офицерския корпус, завръщането му във Великобритания и пристигането му в 95-та стрелкова бригада. Той също така написва продължението Дяволът на Шарп, чието действие се развива шест години след края на войните. Битката на Шарп се празвива по време на битката при Фуентес де Оноро. От 2003 г. насам авторът пише още „липсващи приключения“, развиващи се през епохата на Полуостровната война, базирани на големи битки от тази дълга кампания, за общо 25 романа от тази поредица. Sharpe Appreciation Society също публикува три разказа на Корнуел: „Sharpe's Skirmish“, „Sharpe's Christmas“ и „Sharpe's Ransom“.
Корнуел споменава в бележките в края на поредицата за Шарп, че първоначално е бил съмнителен относно избора на Шон Бийн за телевизионните адаптации, но че съмненията му са се разсеяли и впоследствие той е бил толкова възхитен, че е посветил Битката на Шарп на него. Той признава, че едва доловимо е променил изписването на героя, за да се приведе в съответствие с портрета на Бийн, тъй като сега „не можеше да си представи Шарп като някой друг“. Едно от първоначалните опасения на Корнуел относно Бийн е, че той физически не прилича на чернокосия Шарп, когото описва в ранните книги, но смята, че Бийн разбира и изиграва ролята перфектно, и впоследствие се въздържа да споменава цвета на косата на Шарп.
1. Sharpe's Tiger: Richard Sharpe and the Siege of Seringapatam, 1799 (1997)
 Тигърът на Шарп, изд. „Унискорп“ (2018), ISBN 9789543304783
2. Sharpe's Triumph: Richard Sharpe and the Battle of Assaye, September 1803 (1998)
 Триумфът на Шарп, изд. „Унискорп“ (2019), ISBN 9789543304912
3. Sharpe's Fortress: Richard Sharpe and the Siege of Gawilghur, December 1803 (1999)
 Крепостта на Шарп, изд. „Унискорп“ (2020), ISBN 9789543305001
4. Sharpe's Trafalgar: Richard Sharpe and the Battle of Trafalgar, 21 October 1805 (2000)
 Шарп при Трафалгар, изд. „Унискорп“ (2021), ISBN 9789543305186
5. Sharpe's Prey: Richard Sharpe and the Expedition to Copenhagen, 1807 (2001)
 Плячката на Шарп, изд. „Унискорп“ (2022), ISBN 9789543305605
6. Sharpe's Rifles: Richard Sharpe and the French Invasion of Galicia, January, 1809 (1988)
 Стрелците на Шарп, изд. „Унискорп“ (2022), прев. , ISBN 9789543305803
7. Sharpe's Havoc: Richard Sharpe and the Campaign in Northern Portugal, Spring 1809 (2003)
8. Sharpe's Eagle: Richard Sharpe and the Talavera Campaign July 1809 (1981)
9. Sharpe's Gold: Richard Sharpe and the Destruction of Almeida, August 1810 (1981)
10. Sharpe's Escape: Richard Sharpe and the Battle of Bussaco, September 1810 (2004)
11. Sharpe's Fury: Richard Sharpe and the Battle of Barrosa March 1811, Winter 1811 (2006)
12. Sharpe's Battle: Richard Sharpe and the Battle of Fuentes De Onoro (1995)
13. Sharpe's Company: Richard Sharpe and the Siege of Badajoz, January to April 1812 (1982)
14. Sharpe's Sword: Richard Sharpe and the Salamanca Campaign, June and July 1812 (1983)
15. Sharpe's Skirmish: Richard Sharpe and the Defence of the Tormes, August 1812 (1999) – разказ
16. Sharpe's Enemy: Richard Sharpe and the Defence of Portugal, Christmas 1812 (1984)
17. Sharpe's Honour: Richard Sharpe and the Vitoria Campaign February to June, 1813 (1985)
18. Sharpe's Regiment: Richard Sharpe and the Invasion of France, June to November 1813 (1986)
19. Sharpe's Christmas: Franco-Spanish border, December 1813 (1994) – разказ
20. Sharpe's Siege: Richard Sharpe and the Winter Campaign, 1814 (1987)
21. Sharpe's Revenge: Richard Sharpe and the Peace of 1814 (1989)
22. Sharpe's Waterloo: Richard Sharpe and the Waterloo Campaign 15 June to 18 June 1815 (1990)
23. Sharpe's Assassin: Richard Sharpe and the Occupation of Paris, 1815 (2021)
24. Sharpe's Ransom: Normandy, December 1815 (1994)
25. Sharpe's Devil: Richard Sharpe and the Emperor, 1820 – 21 (1992)

### Серия „Кралска милост“ (Crowning Mercy)
в съавторство с Джуди Корнуел под псевдонима Сузана Келс
1. A Crowning Mercy (1983)
2. The Fallen Angels (1983)
3. Coat of Arms (1986) – издаден и като „The Aristocrats“

### Серия „Хрониките на Старбък“ (Starbuck Chronicles)
Четири романа, чието действие се развива по време на Гражданската война в САЩ, проследяват приключенията на родения в Бостън Натаниел Старбък по време на службата му в Армията на Конфедерацията. Сериата е забележителна с появата на сина на Ричард Шарп като второстепенен герой.
1. Rebel (1993)
2. Copperhead (1994)
3. Battle Flag (1995)
4. The Bloody Ground (1996)

### Серия „Сказание за Артур“ (Warlord Chronicles)
Трилогия, описваща историческото пресъздаване на Британия от времето на Артур от Корнуел. Серията твърди, че постримска Великобритания е била трудно време за местните британци, заплашени от нашествие от англосаксонците на изток и набези от ирландците на запад. В същото време те претърпявата вътрешни борби за власт между своите дребни кралства и търкания между старата друидска религия и новопристигналото християнство. Авторът често твърди, че това са любимите му истории.
1. The Winter King: A Novel of Arthur (1995)
Кралят на зимата, изд.: „Абагар“, София (1998), прев. Сашка Георгиева
2. Enemy of God (1996)
Врагът на Господа, изд.: „Абагар“, София (1998), прев. Сашка Георгиева
3. Excalibur: A Novel of Arthur (1997)
Господарят на войната, изд.: „Абагар“, София (1999), прев. Сашка Георгиева

### Серия „Търсенето на Граала“ (Grail Quest)
Тази поредица се занимава с търсенето на Светия Граал от средата на 14 век по време на Стогодишната война. Английският стрелец Томас от Хуктън е привлечен в мисията от действията на наемник, наречен „Арлекин“, който убива семейството на Томас в обсебващото му търсене на Граала.
1. Harlequin (2000) – издаден и като „The Archer's Tale“
2. Vagabond (2002)
3. Heretic (2003)
4. 1356 (2012)

### Серия „Саксонски хроники“ (Saxon Chronicles)
Фокусира се върху англосаксонското кралство Уесекс, Англия по време на управлението на Алфред Велики от 9 век, неговата яростна опозиция срещу датчаните и решимостта му да обедини Англия като една държава. Идеята за сериала се оформя в съзнанието на писателя, след като на 58 г. среща истинския си баща в Канада, научавайки собствения си произход от онази епоха – от Утред от Бебанбург, който става Утред, главният герой на поредицата. Първият роман е публикуван през 2004 г. Поредицата продължава и след смъртта на Алфред, докато неговите наследници консолидират нацията. 13-ата книга War Lord е последният роман от поредицата.
The Last Kingdom и The Pale Horseman са основата за първия сезон от телевизионния сериал The Last Kingdom, докато The Lords of the North и Sword Song са основата за втория сезон. Третият сезон, базиран на The Burning Land и Death of Kings, излиза през ноември 2018 г., а четвъртият сезон – през април 2020 г. Петият сезон е потвърден на 7 юли 2020 г.
1. The Last Kingdom (2004)
Последното кралство, изд.: „Сиела“, София (2015), прев. Деян Кючуков, ISBN 9789542816690
2. The Pale Horseman (2005)
Бледият конник, изд.: „Сиела“, София (2015), прев. Деян Кючуков, ISBN 9789542817802
3. The Lords of the North (2006)
Повелителите на Севера, изд.: „Сиела“, София (2019), прев. Деян Кючуков, ISBN 9789542829157
4. Sword Song (2007)
5. The Burning Land (2009)
6. Death of Kings (2011)
7. The Pagan Lord (2013)
8. The Empty Throne (2014)
9. Warriors of the Storm (2015)
10. The Flame Bearer (2016)
11. War of the Wolf (2018)
12. Sword of Kings (2019)
13. War Lord (2020)

### Документалистика
- Sharpe's Story (2006)
- Waterloo: The History of Four Days, Three Armies and Three Battles (2014)

## Филмови адаптации

### ТВ филми по серията „Историите на Шарп“
През 1993 г. Би Би Си стартира поредица от филми, базирани на романите от Серията за Шарп, с актьора Шон Бийн в ролята на главния герой Ричард Шарп. До 1997 г. излизат 14 епизода, преди прекъсване от няколко години. Петнадесетият и шестнадесетият епизод излизат съответно през 2006 и 2008 г.
- 1993 Sharpe's Rifles
- 1993 Sharpe's Eagle
- 1994 Sharpe's Company
- 1994 Sharpe's Enemy
- 1994 Sharpe's Honour
- 1995 Sharpe's Gold
- 1995 Sharpe's Battle
- 1995 Sharpe's Sword
- 1996 Sharpe's Regiment
- 1996 Sharpe's Siege
- 1996 Sharpe's Mission
- 1997 Sharpe's Revenge
- 1997 Sharpe's Justice
- 1997 Sharpe's Waterloo
- 2006 Sharpe's Challenge
- 2008 Sharpe's Peril

### ТВ филми по серията „Саксонски хроники“
През 2014 г. Би Би Си обявява телевизионна адаптация на хрониките на саксонските крале, озаглавена „Последното кралство“ (The Last Kingdom). Сериалът се излъчва по Би Би Си Америка и Би Би Си Ту от 10 октомври 2015 г. До края на 2022 г. за излъчени 46 епизода в пет сезона.

## Книги за Бърнард Корнуел
- The Sharpe Companion: A Detailed Historical and Military Guide to Bernard Cornwell's Bestselling Series of Sharpe Novels (1998) – от Марк Адкин